# 決定版 麻丘めぐみ
『決定版 麻丘めぐみ』（けっていばん あさおかめぐみ）は、麻丘めぐみのベスト・アルバム。2003年7月15日発売。発売元はビクターエンタテインメント、販売元は音光。規格品番：HIC-1024。

## 解説
一般のCDショップのみでなく、主にホームセンターや駅構内の即席販売ショップなどに向けて出荷されている廉価版CD。カセットテープでも発売された（規格品番：HIT-1024）
歌手デビュー・シングル「芽ばえ」から7枚目のシングル「ときめき」まで、発売順に収録されている。

## 収録曲
1. 芽ばえ（3:20）
  - 作詞: 千家和也、作曲: 筒美京平、編曲: 高田弘
2. 悲しみよこんにちは（3:39）
  - 作詞: 千家和也、作曲: 筒美京平、編曲: 高田弘
3. 女の子なんだもん（2:45）
  - 作詞: 千家和也、作曲・編曲: 筒美京平
4. 森を駈ける恋人たち（2:47）
  - 作詞: 山上路夫、作曲・編曲: 筒美京平
5. わたしの彼は左きき（3:03）
  - 作詞: 千家和也、作曲・編曲: 筒美京平
6. アルプスの少女（3:20）
  - 作詞: 千家和也、作曲・編曲: 筒美京平
7. ときめき（2:53）
  - 作詞: 千家和也、作曲・編曲: 筒美京平

## 関連作品
- 本人歌唱 麻丘めぐみ